# Імельда К'яппа
Імельда К'яппа (італ. Imelda Chiappa, 10 травня 1966) — італійська велогонщиця.
Учасниця Олімпійських Ігор 1988, 1996 років.